# Krocylea Insulae
Le Krocylea Insulae sono una struttura geologica della superficie di Titano.